# Porta Trigemina
La Porta Trigemina o també Porta Minucia era una de les portes de la Muralla Serviana, situada entre la Porta Lavernalis i la Porta Flumentana.

## Situació
La porta, una de les més esmentades pels autors antics, es trobava als peus de l'Aventí, prop del fòrum Boarium i del Pons Sublicius, al lloc on el camí que ve del port fluvial de Roma, (Emporium), entrava al recinte fortificat de la ciutat.

## Història
La porta es menciona durant les obres d'ampliació de l'Emporium l'any 174 aC. Segons Plaute, molts captaires feien cap a aquell lloc per instal·lar-se a la part exterior de la porta. Quan es va erigir una estàtua en honor de Luci Minuci a la vora de la porta alguns autors la van anomenar porta Porta Minucia.
La porta segurament es va reconstruir durant el principat d'August i va prendre la forma d'un arc de triomf. Es va erigir l'any 2. per Tit Quinti Crispí Valerià i Luci Corneli Lèntul. La Porta Trigemina així reconstruïda està potser representada en un relleu, ara perdut però esmentat al Codex Coburgensis.
Es creu que el nom de la porta era perquè tenia tres obertures, per facilitat la gran circulació d¡entrada i sortida de l'Emporium i de la Via Ostiense. Una altra explicació es podria deure al fet que hi hagués tres portes successives.